# Jesper Nelin
Jesper Erik Nelin (Värnamo, 3 de octubre de 1992) es un deportista sueco que compite en biatlón.
Participó en dos Juegos Olímpicos de Invierno, obteniendo una medalla de oro en Pyeongchang 2018, en el relevo masculino, y el quinto lugar en Pekín 2022, en la misma prueba.
Ganó tres medallas en el Campeonato Mundial de Biatlón entre los años 2021 y 2024, y dos medallas de plata en el Campeonato Europeo de Biatlón de 2019.

## Palmarés internacional
| Juegos Olímpicos   | Juegos Olímpicos             | Juegos Olímpicos  | Juegos Olímpicos        |
| Año                | Lugar                        | Medalla           | Prueba                  |
| ------------------ | ---------------------------- | ----------------- | ----------------------- |
| 2018               | Pyeongchang (Corea del Sur)  | Medalla de oro    | Relevo                  |
| Campeonato Mundial |                              |                   |                         |
| Año                | Lugar                        | Medalla           | Prueba                  |
| 2021               | Pokljuka (Eslovenia)         | Medalla de plata  | Relevo                  |
| 2023               | Oberhof (Alemania)           | Medalla de bronce | Relevo                  |
| 2024               | Nové Město (República Checa) | Medalla de oro    | Relevo                  |
| Campeonato Europeo |                              |                   |                         |
| Año                | Lugar                        | Medalla           | Prueba                  |
| 2019               | Minsk-Raubichi (Bielorrusia) | Medalla de plata  | Velocidad               |
| 2019               | Minsk-Raubichi (Bielorrusia) | Medalla de plata  | Relevo mixto individual |